# Christine Lemke-Matwey
Christine Lemke-Matwey (* 1963) ist eine deutsche Journalistin, Kolumnistin und Radiomoderatorin mit fachlichem Schwerpunkt Klassische Musik und Oper. Sie ist auch als Librettistin und Regisseurin einer Oper hervorgetreten.

## Ausbildung und Tätigkeiten
Lemke-Matwey studierte Germanistik, Philosophie, Theater- und Musikwissenschaften in Köln und München bis zum Magistergrad. Nach Tätigkeiten an verschiedenen Theatern wechselte sie in den Journalismus. Sie arbeitete für das Feuilleton der Süddeutschen Zeitung in München, seit 2000 für den Tagesspiegel in Berlin, und ging 2012 zur ZEIT nach Hamburg, für die sie schon seit längerem geschrieben hatte. Einige ihrer pointierten Texte lösten heftige Debatten aus.
Daneben arbeitete bzw. arbeitet sie auch für das Radio, insbesondere für BR, RBB, SWR und WDR. Sie produziert dort Musik-Features und moderiert Gesprächssendungen sowie Klassikprogramme. Von 2002 bis 2014 war Lemke-Matwey eine der Moderatorinnen der Sendung Klassik-Forum im Hörfunkprogramm WDR 3.

## Kontroversen
Im Jahr 2011 behauptete Lemke-Matwey in der Zeit, die weltweit wenigen Sopranistinnen, die die Partie der Brünnhilde in Wagners Walküre auf hohem Niveau beherrschten, hetzten von Premiere zu Premiere und machten sich dabei kaputt. Das veranlasste den Opernregisseur Christof Loy zu einer Gegendarstellung, in der er den Artikel als respektlos und verletzend bezeichnete.
Im Mai 2014 wurde ihr wegen „Illoyalität“ die Zusammenarbeit mit dem WDR mit sofortiger Wirkung aufgekündigt. Anlass war ein Beitrag in der Zeit, in dem sie sich kritisch über die Programmpolitik von Intendanten öffentlich-rechtlicher Rundfunkanstalten, insbesondere WDR-Intendant Tom Buhrow, äußerte, die „allesamt der ersten Generation der Nach-68er“ entstammen und „von den einstigen Weltverbesserern vor allem das militante Desinteresse an der Hochkultur geerbt“ haben.
Wegen ihrer 2017 in der Zeit veröffentlichten Glosse zur Uraufführung der Oper Edward II (Musik: Andrea Lorenzo Scartazzini, Libretto: Thomas Jonigk) an der Deutschen Oper Berlin warf der Präsident des Deutschen Bühnenvereins, Ulrich Khuon, Lemke-Matwey in einem offenen Brief Homophobie vor. Dieser offene Brief erhielt seinerseits Kritik von verschiedenen Seiten.
Ebenfalls 2017 kritisierte sie Musiker, die sich politisch äußern. 2020 äußerte sie sich zur Debatte um eine SZ-Polemik gegen Igor Levit.